# 廉頗殼灰介
廉頗殼灰介（学名：Coquimba lianpui）为半花介科殼灰介屬下的一个种。